# Alvin (Texas)
Alvin é uma cidade localizada no estado norte-americano do Texas, no Condado de Brazoria.

## Demografia
Segundo o censo norte-americano de 2000, a sua população era de 21.413 habitantes. 
Em 2006, foi estimada uma população de 22.405, um aumento de 992 (4.6%).

## Geografia
De acordo com o United States Census Bureau tem uma área de 
44,9 km², dos quais 42,6 km² cobertos por terra e 2,3 km² cobertos por água.

## Localidades na vizinhança
O diagrama seguinte representa as localidades num raio de 16 km ao redor de Alvin. 